# Instituto de Filosofía y Ciencias de la Complejidad
El Instituto de Filosofía y Ciencias de la Complejidad (IFICC), fundada en el año 2007 y estableciéndose legalmente como una Sociedad de Responsabilidad Limitada sin fines de lucro y luego como Fundación sin fines de lucro, se encuentra ubicado en la ciudad de Santiago, Chile; es un instituto interdisciplinario formado por un grupo de profesionales dedicados a la investigación y docencia en diversas áreas del pensamiento humanista y científico, unidos por el interés en desarrollar y transmitir conocimientos en filosofía y ciencias dedicadas a los sistemas y fenómenos de alta complejidad.
Frente a la aparente distancia y contraste existente entre la filosofía y las ciencias, el instituto forma nuevos investigadores tanto en áreas humanistas como científicas, donde investigadores con tendencia humanista adquieren conocimientos, capacidades de comprensión e interés con el desarrollo científico, y de igual manera los investigadores con orientación científica alcanzan una capacidad reflexiva y una preparación para la realización de análisis conceptuales.

## Investigación

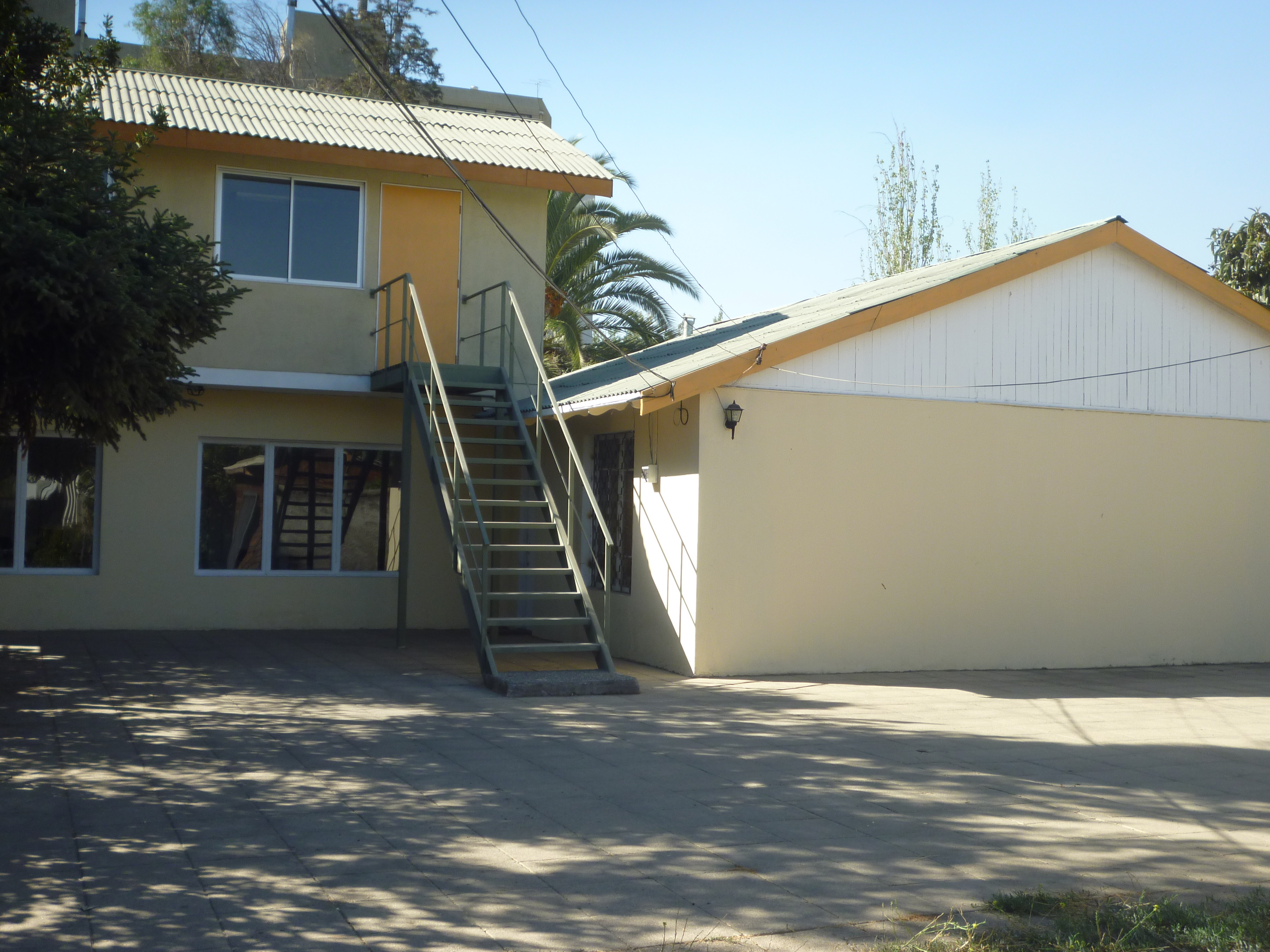
Vista lateral de sede del IFICC, Santiago, Chile

El desarrollo de las diversas líneas de investigaciones desarrolladas en IFICC, se ampara en departamentos:

### Departamento de Ecología y Medio Ambiente
Este departamento se enfoca en investigación, docencia y servicios en áreas relacionadas con la Ecología y el Medio Ambiente, contribuyendo con conocimientos tanto teóricos como prácticos en problemas ambientales complejos, promoviendo de esta manera el cuidado y un desarrollo sustentable. Destaca en este departamento el Programa para la Conservación de Murciélagos de Chile.

### Departamento de Biología Teórica y Sistémica
En este departamento se ejecutan estudios en temas de Evolución, Ecología, aspectos teóricos de los seres vivos y aspectos análogos compartidos entre sistemas biológicos y sociales. Contribuyendo a la sistémica por medio de modelamientos matemáticos-computacionales y conceptual. Destaca en este departamento el Laboratorio de Biología Teórica y Complejidad.

### Departamento de Filosofía y Ciencias Sociales
Los profesionales de este departamento ven la filosofía como un apoyo en la reflexión frente a los problemas y desafíos que enfrenta el pensamiento y las sociedades modernas, de esta misma forma ven a la filosofía como un medio con fines distintos a los conocidos tradicionalmente por los científicos. Dentro de este mismo tenor se permite que el pensamiento se sitúe en el contexto de su origen, debido a que las ciencias sociales estudian las bases sobre las que se construye el pensamiento filosófico. Destaca en este departamento el Grupo de Modelamiento Social y Sociología Analítica.

### Departamento de Difusión y Educación
Este departamento tiene su foco en la investigación en torno a metodologías de enseñanza en nivel escolar, y el desarrollo de postgrados dirigidos a profesores de colegios. A su vez el Instituto a través de este departamento participa en proyectos con escuelas a nivel nacional, en áreas de la filosofía, ciencias naturales y humanas. Destaca en este departamento el desarrollo del Proyecto Gödel de Educación Escolar.

## Docencia
El Instituto de Filosofía y Ciencias de la Complejidad en conjunto con Uvirtual.net Educación Universitaria, han creado en el año 2012 el proyecto Universidad Nueva Civilización, consistiendo en una comunidad de estudios con el fin de formar investigadores y docentes calificados en temas de interés particular y actualidad, proponiéndose y proyectándose como una Universidad de nuevo tipo.

## Extensión
El IFICC periódicamente realiza coloquios invitando a destacados investigadores y estudiosos en diversos tópicos científico-humanistas.  

### Coloquios Modelamiento Matemático-Computacional en Ciencias Sociales
Desde el año 2010 el Grupo de Sociología Computacional y Modelamiento en Ciencias Sociales organiza reuniones cada 2 semanas, con el objetivo de discutir y dar a conocer los avances en torno a los modelamientos matemáticos en general y en términos particulares en relación con las ciencias sociales.

### Coloquios Paseos por la Complejidad
Desde el año 2009 se realizan reuniones cada 2 semanas dentro de las áreas de la filosofía, las ciencias exactas, naturales y sociales. Con el objeto de profundizar en temáticas de la interdisciplinariedad, el pensamiento sistémico y las ciencias de la complejidad.